# Relax, Take It Easy
"Relax, Take It Easy" là đĩa đơn của ca sĩ người Anh Mika từ album phòng thu đầu tay của anh, Life in Cartoon Motion. Ở Anh, nó đã không lọt được vào bảng xếp hạng trong lần phát hành gốc đầu tiên, nhưng sau khi "Grace Kelly" dẫn đầu UK Singles Chart tháng 1 năm 2007, nó đã leo đến vị trí #67 trên UK Downloads Chart về số lượng download. Ca khúc sử dụng một dòng giai điệu từ đĩa đơn hit "(I Just) Died in Your Arms" của Cutting Crew. Ở Bắc Mỹ, nó đã được phát hành làm đĩa đơn thứ ba từ album.
Ca sĩ người Hy Lạp Tamta đã hát một phiên bản remix của ca khúc tại MAD Music Videos Awards.

## Danh sách track và dạng đĩa

### Lần phát hành đầu
7" vinyl
- A. "Relax, Take It Easy"
- B. "Billy Brown"

12" vinyl
- A1. "Relax, Take It Easy" (Ashley Beedle's Castro Vocal Mix)
- B1. "Relax, Take It Easy" (Ashley Beedle's Dub Discomix)
- B2. "Relax, Take It Easy" (Original Mix)

CD đĩa đơn mở rộng châu Âu
1. "Relax, Take It Easy" (Original)
2. "Relax, Take It Easy" (Aschley Beedle's Castro Vokal Discomix)
3. "Relax, Take It Easy" (Acoustic)
4. "Relax, Take It Easy" (Video)

CD Quảng cáo Hoa Kỳ
1. "Relax (Take It Easy) (Moran/Rigg Club Mix) (9:00)
2. "Relax (Take It Easy) (Moran/Rigg Dub) (8:54)
3. "Relax (Take It Easy) (Original Mix) (3:42)
4. "Relax (Take It Easy) (Acappella) (3:35)

### Phát hành lại 2 mặt A
CD 1 - Maxi
1. "Relax, Take It Easy" (Radio edit)
2. "Lollipop" (Live from L'Olympia Paris)
3. "I Want You Back" (Live from L'Olympia Paris)
4. "Relax, Take It Easy" (Dennis Christopher Remix Radio Edit)
5. "Lollipop" (Fred Deakin's Fredmix)

CD 2 – 2-track
1. "Relax, Take It Easy" (New Radio Edit)
2. "Lollipop"

USB memory stick
1. "Relax, Take It Easy" (New Radio Edit)
2. "Lollipop"
3. "Relax, Take It Easy" (Alpha Beat Remix)
4. "Relax, Take It Easy" (Frank Musik Mix)
5. "Relax, Take It Easy" (Ashley Beedle's Castro Vocal Discomix)
6. "Relax, Take It Easy" (Video - Live In Paris (5.1 Surround)
7. "Lollipop" (Video - 16:9 Bunny Action)

CD Quảng cáo Hoa Kỳ (Remix bởi Hex Hector)
1. "Relax (Take It Easy) (Vocal Mix) (6:43)
2. "Relax (Take It Easy) (Dub) (6:22)
3. "Relax (Take It Easy) (Radio Edit) (3:57)

## Video âm nhạc
Có hai phiên bản video âm nhạc cho "Relax, Take It Easy". Phiên bản sau của video nhận được rating cao trên YouTube nhưng lại không được phát hành trong bất cứ phát hành cộng cộng nào bởi Mika.

## Xếp hạng
Ca khúc có mặt ở vị trí #12 và nhảy lên vị trí cao nhất là #2 trong tuần thứ tư, mặc dù nó không được phát hành ở một số quốc gia châu Âu như ở Anh.
Ở Tây Ban Nha, bài hát nhận được chứng nhận 2 lần Bạch kim với hơn 40.000 lượt download. Bài hát có được vị trí #4 trên Spanish Download chart.
Ca khúc cũng đã có 2 tuần ở vị trí quán quân trên Bảng xếp hạng Ultratop của Bỉ, 7 tuần #1 trên Dutch Top 40 Hà Lan và 15 tuần #1 trên French Download Chart.
| Bảng xếp hạng (2007)               | Vị trí cao nhất |
| ---------------------------------- | --------------- |
| Austrian Singles Chart             | 3               |
| Belgian Singles Chart              | 1               |
| Billboard European Hot 100         | 2               |
| Canadian Hot 100                   | 15              |
| Czech IFPI Chart                   | 1               |
| Danish Singles Chart               | 10              |
| Dutch Top 40                       | 1               |
| Finnish Singles Chart              | 14              |
| French Singles Chart               | 1               |
| German Singles Chart               | 4               |
| Irish Singles Chart                | 8               |
| Italian Singles Chart              | 2               |
| Norwegian Singles Chart            | 2               |
| Romanian Singles Chart             | 1               |
| Russian Airplay Chart              | 3               |
| Spanish Singles Chart              | 8               |
| Swedish Singles Chart              | 26              |
| Swiss Singles Chart                | 2               |
| Turkish Top 20 Chart               | 4               |
| UK Singles Chart                   | 18              |
| U.S. Billboard Hot Dance Airplay   | 5               |
| U.S. Billboard Hot Dance Club Play | 14              |

### Cuối năm
| Quốc gia (2007) | Vị trí (BXH Đĩa đơn Cuối năm) |
| --------------- | ----------------------------- |
| Pháp            | 8                             |

| Quốc gia (2008) | Vị trí (BXH Đĩa đơn Cuối năm) |
| --------------- | ----------------------------- |
| Anh             | 122                           |